# 古田伊吹
古田 伊吹（ふるた いぶき、1998年10月10日 - ）は、日本の俳優。Vanilla model management所属。

## 来歴
東海高校在籍中にカヅラカタ歌劇団に所属し、主要役を演じ存在感を表す。
- 2014年　12期公演「眠らない男ナポレオン」タレーラン役
- 2015年　13期公演「維新回天・龍馬伝」徳川慶喜役

等を演じる。
慶應義塾大学法学部政治学科に進学後、ミュージカルサークルにて4年間ミュージカル活動に勤しむ。
在学中に『ミュージカル新テニスの王子様　The First Season』テニミュボーイズにてメジャーデビューし、その後『演劇ハイキュー‼️ 頂の景色・2』や『ライブスペクタクルNARUTO ~うずまきナルト物語~』などの舞台に出演。
ミュージカルだけで無くNHK連続小説ドラマ『エール』や『The Great Gatsby In Tokyo』といった映像やストレートの舞台においても活躍の幅を広げている。
2022年6月に行われたミュージカル『Written By...~恋のゴーストライター~』で、ミュージカル初主演。
2022年9月には、ハーモニーホールふくいの開館25周年を記念した福井発の新作ミュージカルミュージカル「雪の女王」でオーディションを経てメインキャスト・カイ役で出演、好評を博す。
2022年9月に放送のabamaTV「主役の椅子はオレの椅子シ-ズン２」では、歌唱とアクロバットで一位を獲得。
2023年7月には銀座で初ライブ「古田伊吹 TALK&LIVE 」を開催。
2023年10月〜　「浅草キッド」に出演し、明大生等数々の役を好演。

## 人物
趣味は読書と観劇。特に宝塚歌劇団の舞台が好きな大のヅカファンである。
アクロバットが得意。
小学校時代は千種駅周辺の進学塾に通う。
成績は抜群によかったわけではないがなんとか第一志望の東海中学に合格。
中学に入ってからは何度か生活指導のお世話になり反省文を書くこともあった。
文系B郡通称文Bにクラス分けされる。

## 出演
太字は主演。

### 舞台
- ミュージカル『新テニスの王子様』（2020年 - 2022年）テニミュボーイズ[注 1]
  - The first stage（2020年 - 2021年）[2]
  - The Second Stage（2022年）[3][注 2]
- 演劇「ハイキュー!!」“頂の景色・２”（2021年）上林鯨一郎 役[5]
- The Great Gatsby in Tokyo（2021年）ニック・キャラウェイ 役（Dahliaチーム）[1][6]
- ライブ・スペクタクル『NARUTO-ナルト-』～うずまきナルト物語～（2021年）カブト 役[7]
- Written By...~恋のゴーストライター~（2022年）トニー・マクレガー 役[8]
- 雪の女王（2022年）主演カイ 役[9]
- 戦国送球〜バトルボールズ〜大阪冬の陣（2023年）[10]
- 『HUNTER×HUNTER』THE STAGE（2023年）[11]
  - 『HUNTER×HUNTER』THE STAGE2（2024年）[12]
- 『浅草キッド』出演（2023年）
- 『後鳥羽伝説殺人事件』（2024年）桐山道夫 役[13][14]
- 『9 to 5』（2024年）[15]
- 『贄姫と獣の王〜the KING of BEASTS〜』（2025年）オセロット 役[16]
- 『雪の女王』（2026年公演予定）カイ 役[17]

### テレビドラマ
- 連続テレビ小説「エール」歌劇『ラボエーム』（2020年11月、NHK総合）コッリーネ 役[1]

### 音声ドラマ
- ショートボイスドラマ「To→You」（2022年、Apple Podcast）[18]

### CM
- 「First Web」WEB CM（2022年）[1]

### LIVE
- 初ライブ「古田伊吹 TALK&LIVE 」（2023年）